# Das Schloß
Das Schloß (em inglês:  The Castle) é um filme austríaco feito para televisão em 1997 e dirigido pelo diretor Michael Haneke. É uma adaptação do romance homônimo escrito por Franz Kafka.

## Sinopse
Quando o inspetor K. (Ulrich Mühe) chega a uma pequena cidade que cedia um castelo as autoridades locais se recusam a deixá-lo entrar. Quando ele tenta convencer os oficiais que eles pediram por ele, eles o reprimem com diversos obstáculos burocráticos complexos.